# Malaiische Langflügelfledermaus
Die Malaiische Langflügelfledermaus (Miniopterus magnater) ist ein in Südostasien sowie in der Region Australis verbreitetes Fledertier in der Gattung der Langflügelfledermäuse. Die Art ähnelt der eigentlichen Langflügelfledermaus (Miniopterus schreibersi), was dazu führte, dass in der Vergangenheit einige asiatische Exemplare falsch zugeordnet wurden. Auch innerhalb dieser Art gibt es Unterschiede zwischen westlichen und östlichen Populationen.

## Merkmale
Erwachsene Tiere sind ohne Schwanz 58 bis 75 mm lang, besitzen einen 52 bis 64 mm langen Schwanz und ein Gewicht von 11 bis 23 g. Sie haben 48 bis 54 mm lange Unterarme, eine Fußlänge von 9 bis 13 mm sowie 11 bis 17 mm lange Ohren. Oberseits ist das dicke weiche Fell dunkelbraun bis schwarz gefärbt. Auf der Unterseite besitzen die Brusthaare helle Spitzen und das Fell des Bauches ist graubraun. Vereinzelt treten Individuen mit rötlichen Flecken oder mit gänzlich rotem Fell auf. Die kurzen Ohren sind durch einen 5 bis 7 mm langen Tragus gekennzeichnet, der leicht nach vorn weist. Die Flughäute und andere nackte Stellen sind schwarzbraun gefärbt. Die Malaiische Langflügelfledermaus hat einen diploiden Chromosomensatz mit 46 Chromosomen (2n=46).

## Verbreitung
Das Verbreitungsgebiet reicht von Myanmar und vom südöstlichen China über die Malaiische Halbinsel und mehrere südostasiatische Inseln bis nach Neuguinea. Von einigen Inseln ist unklar, ob die dort gefundenen Langflügelfledermäuse zu dieser Art zählen. Die Exemplare leben im Flachland und in Gebirgen bis 2100 Meter Höhe. Sie bewohnen unterschiedliche Wälder und besuchen auf der Jagd angrenzende Landschaften sowie menschliche Siedlungen.

## Lebensweise
In den Höhlen bildet die Malaiische Langflügelfledermaus meist kleinere Gruppen, obwohl auch große Kolonien mit mehreren tausend Mitgliedern vorkommen. Oft wird das Versteck mit anderen Fledermäusen wie Grabfledermäusen, Altwelt-Rundblattnasen, Hufeisennasen oder anderen Langflügelfledermäusen geteilt. Die Tiere begeben sich vorwiegend nachts auf Beutesuche. Sie fressen unterschiedliche Insekten, die sie über den Baumkronen, über Wasserläufen oder im Umfeld von Laternen fangen. Die Rufe zur Echoortung sind durchschnittlich 4,3 Millisekunden lang und werden alle 65 Millisekunden erzeugt. Sie starten mit einer Frequenz von etwa 85 kHz und enden bei 42 kHz, wobei die stärkste Intensität bei 47 kHz erreicht wird.
Das Fortpflanzungsverhalten ist weitgehend unerforscht. Auf Neuguinea zeigten Weibchen im Juli keine Anzeichen zur Reproduktion. Dagegen waren Mitte-August mehrere Weibchen mit einem Embryo trächtig.

## Gefährdung
Wie bei allen Langflügelfledermäusen wirken sich Störungen am Ruheplatz negativ auf den Bestand aus. Die Bestimmung der Populationsgröße ist nicht möglich, da die Zuordnung der Kolonien zu den einzelnen Arten dieser Gattung nicht abschließend geklärt ist. Die IUCN listet die Malaiische Langflügelfledermaus aufgrund der weiten Verbreitung als nicht gefährdet (least concern).